# 이연희 (성우)
이연희(1958년 11월 9일 ~ )는 대한민국의 성우이다. 1980년 KBS 16기 공채 성우로 데뷔하였다. 현재 프리랜서로 활동하고 있다. 이호인, 김창주, 유제상, 신흥철, 서미옥, 최문자와는 동기.
목소리가 걸걸해서 주로 소년이나 나이많은 여성등을 맡는다. 외화, 공익광고등에 주로 나온다. 또한 검정 고무신, 요랑아 요랑아, 태권왕 강태풍, 피구왕 통키, 우리는 챔피언 등 한국 애니메이션에서 출연했다.
최근에는 극장용 애니메이션에서 종종 출연한다.
2017년을 기해서 한국성우협회의 이사장이 되었다고 한다. 전임은 이근욱.
더 하여 주목 할 만한 것은, 그의 어머니는 KBS 성우 공채 1기 출신인 최옥순으로, 오승룡, 고은정, 김소원 등과는 동기이다. 대학 재학시절 입사 하였다가 결혼 등의 이유로 퇴사 하였다.
협회 선거를 통하여 2020년부터 한국성우협회의 이사장에 재임하게 되었다.

## 주요 출연작품

### 애니메이션
- 검정 고무신 (KBS) - 기영 할머니 / 기철이 친구 이영일
- 골판지 전사 더블 (투니버스) - 고아성
- 곰돌이와 숲 속 친구들 (EBS)
- 공룡, 타임머신을 타다 (KBS) - 엘자 / 맥스
- 내 친구 티거와 푸 (KBS) - 캉가
- 돼지코 아기공룡 임피의 모험 (KBS) - 팀
- 드래곤볼Z (SBS) - 크리링
- 레미제라블 (SBS)
- 렛츠 댄스 (KBS) - 보람 어머니
- 로미오의 푸른하늘 (KBS) - 단테
- 마하 고고 (SBS)
- 무지개 요정 큐티하니 (SBS)
- 무적캡틴 사우루스 (SBS) - 용이 / 에디슨 / 방실이
- 무카무카 파라다이스 (KBS) - 민천태 / 상미 엄마
- 밀림의 왕자 레오 (KBS)
- 베르사이유의 장미 (KBS) - 폴리냐크 백작 부인
- 베리베리 뮤우뮤우 (SBS) - 킷슈 / 민트 유모 / 레티 엄마 / 의사
- 붕가부 (KBS) - 누누
- 비밀의 화원 (KBS) - 마사
- 비스트워 네오 (SBS) - 브레익
- 사우루스 팡팡 (KBS) - 팡팡 / 나나 / 메뉴얼
- 스페이스 힙합덕 (KBS) - 앙뜨와
- 아장닷컴 (KBS) - 아구
- 악동클럽 (EBS) - 심플턴 아줌마
- 올림포스 가디언 (SBS) - 왕비 (아탈란테 어머니-9화)
- 왈가닥 작은 아씨 (KBS)
- 요랑아! 요랑아! (KBS) - 한만이 / 바다용
- 우리는 챔피언 (SBS) - 독고진
- 우리사이 짱이야 (KBS) - 창수
- 우주소년 아톰 (SBS) - 동구
- 원탁의 삼총사 (KBS) - 모르가나 공주 / 발리언트 어머니
- 윔지네 가족 (EBS) - 호러스
- 유령성의 오싹오싹 이야기 (EBS) - 졸리
- 은비 까비의 옛날 옛적에 (KBS) - 복돌 할머니
- 지구용사 선가드 (KBS) - 윤미사 (여의사)
- 출동! 로봇V (MBC) - 돌
- 탑 블레이드 (SBS) - 프란츠
- 태권왕 강태풍 (KBS) - 오황당
- 파닥파닥 비행선 (SBS)
- 파이팅! 대운동회 (SBS) - 라리 펠드난드 / 한은영
- 팽이대전 G블레이드 (SBS) - 미스텔
- 피구왕 통키 (SBS) - 타이거 (나중)

### 극장용 애니메이션
- 굿 다이노 - 아이다 / 소나기
- 극장판 썬더일레븐 GO VS 골판지 전사 W - 고아성
- 곰돌이 푸 2011 - 킹가

### 영화
- 시애틀의 잠 못 이루는 밤 (KBS) - 베키(로지 오도널) / 매기(캐리 로웰) / 애니의 언니(발레리 라이트)
- 바그다드 카페 (KBS) - 브렌다 (CCH 파운더)
- 밴드 비지트 - 어느 악단의 조용한 방문 (KBS) - 디나 (로니트 엘카베츠)
- 해리포터와 마법사의 돌 (SBS) - 두들리 더즐리 (해리 멜링)
  - 해리포터와 비밀의 방 (SBS) - 더즐리 (해리 멜링)
- 투 윅스 노티스 (SBS) - 엄마 / 루스 켈슨 (데이너 아이비)
- 스파이 키드 2 (SBS) - 주니 (다릴 사바라)
- 블러드 워크 (SBS) - 재이 윈스턴 (티나 리포드)
- 스토리 오브 어스 (SBS) - 레이첼 (리타 윌슨)
- 인조인간 오토매틱 (SBS) - 글로리아 (애너엘 거위치)
- 애널라이즈 디스 (SBS) - 캐롤린 (몰리 샤논) 외
- 배트맨 (SBS) - 베키(뉴스 앵커) (킷 홀러바크)
- 데스티네이션 (SBS) - 튜튼 (크리스틴 클록)
- 다크 블루 올모스트 블랙 (KBS) - 아나 (아나 와게네르) / 숀 어머니
- 허드슨호크 (KBS) - 미네바 (산드라 번하드)
- 굿바이 레닌 (KBS) - 아리아네 (마리아 지몬)
- 좋은 친구들 (KBS) - 제니스 (지나 마스트로지아코모) / 여자3
- 섹슈얼 프렌즈 (KBS) - 카산드라 (브룩 앨런) 외
- 타이타닉 타운 (SBS) - 팻시(재즈 폴락)
- 마크 오브 엔젤 (KBS) - 엘자 어머니
- 어글리 멜라니 (KBS) - 멜라니의 할머니(릴리안 로브레)
- 카라멜 (KBS) - 로즈 (시함 하다드)
- 카핑 베토벤 (KBS) - 카니시우스 수녀 (필리다 로우)
- 올리버 트위스트 (KBS) - 찰리 (루이스 체이즈) 외
- 보리밭을 흔드는 바람 (KBS) - 페기(메리 오리어던) / 릴리(피오나 로턴)
- 울어야 사는 여자 (KBS) - 토니 엄마
- 폴리스 아카데미6 (KBS) - 캘러한 (레슬리 이스터브룩)
- 극속전설 (KBS) - 스카이의 어머니
- 타임 투 킬 (KBS) - 그웬 (토니 스튜어트)
- 밀리언 달러 호텔 (KBS) - 마야
- 사랑의 추억 (KBS) - 수잔
- 사랑의 블랙홀 (KBS) - 낸시(마리타 게러티)
- 애들이 줄었어요 (KBS, MBC) - 론 톰슨 (자레드 러쉬톤)
- 황비홍5 (SBS)
- 사랑도 통역이 되나요? (SBS) - 밥의 남편(낸시 스타이너) / 일본인(나오 아스카)
- 10일안에 남자친구에게 차이는 법 (KBS) - 앤디의 사장(비비 뉴워스) / 벤의 어머니(셀리아 웨스턴)
- 리쎌 웨폰3 (SBS)
- 해리가 샐리를 만났을 때 (SBS) - 아만다(미쉘 니카스트로) / 헬렌(할리 제인 코작)
- 써클 (SBS)
- 아직은 사랑을 몰라요 (SBS)
- 더 헌팅 (SBS)
- 프렌치 키스 (SBS)
- 세인트 엘모의 열정 (SBS)
- 히 갓 게임 (SBS)
- 캣츠 앤 독스 (SBS) - 하녀(미리엄 마걸리스)
- 아내는 스모왕 (SBS)
- 터미네이터 (SBS)
- 사보타지 (SBS)
- 툼 스톤 (KBS) - 와이어트의 부인(데이너 휠러-니콜슨)
- 스피드 2 (KBS) - 프랜(코니 레이) / 관광객(수잔 바르네스)
- 엔드 오브 데이즈 (KBS) - 제리코의 아내(데니스 D. 루이스) / 마지(CCH 파운더)
- 갱스터 초치 (KBS) - 아기의 어머니(남비타 음푸믈와나)
- 언컨디셔널 러브 (SBS)
- 내 사랑 루시 (KBS)
- 매드 맥스 2 (KBS) - 여전사(버지니아 헤이)
- 볼사리노2 (KBS)
- 하몬드 가의 비밀 (KBS)
- 왕자와 거지 (KBS) - 이디스(라켈 웰치) / 톰의 어머니(시빌 대닝)
- 그녀에게 (KBS) - 리디아의 언니(아나 페르난데스)
- 프리 머니 (KBS)
- 폴 뉴먼의 평결 (KBS)
- 글레디에이터 (KBS)
- 다크 블루 (KBS)
- 제리 맥과이어 (KBS) - 바비(알렉산드라 웬트워스) / 로렐의 친구(위니 홀츠만)
- 머나먼 여정 (KBS)
- 에너미 오브 스테이트 (KBS) - 에밀리(애나 건) / 대런(바비 보리엘로) / 크리스타(로라 케이우엣) / 속옷가게 판매원(이바나 밀리체비치)
- 더블 로맨스 (KBS)
- 내 사랑 컬리수 (KBS)
- 뉴튼 보이즈 (KBS) - 뉴튼 형제의 어머니(게일 크로너) / 마들린(애니 스테드맨)
- 이보다 더 좋을 순 없다 (KBS) - 식당 손님(리사 에델스틴) / 경찰
- 더 셀 (KBS)
- 데블스 에드버킷 (KBS)
- 터미네이터 1 (KBS) - 진저 벤투라(베스 모타)
- 콰이강의 다리 (KBS) - 간호사(앤 시어스)
- 크로커다일 던디3 (KBS)
- 그림 형제: 마르바덴 숲의 전설 (KBS) - 어린 제이콥(제레미 로브슨)
- 멜 깁슨의 영원한 사랑 (SBS)
- 마네킹2 (SBS)
- 리틀 빅 히어로 (KBS)
- 마이키 이야기 (SBS)
- 디파티드 (KBS) - 그웬(크리스틴 돌턴)
- 욕망의 덫 (SBS)
- 머니 핏 (KBS) - 베니(빌리 롬바르도) / 마니카(미아 딜런) / 플로린다(텟치에 아그바야니)
- 시티 오브 엔젤 (KBS) - 메신져의 아내(조안나 멀린) / 죽은 환자의 아내(데어드르 오코넬)
- 퀴즈 쇼 (KBS) - 스템펠의 아내(조안 카를로)
- 스피드 (SBS) - 경찰(마가렛 메디나)
- 사랑의 경주(KBS) - 더그(앤서니 마이클 홀)
- 사랑과 미움의 교차로 (KBS)
- 잭 프로스트 (SBS)
- 스노우보더 (SBS)
- 뉴욕 세 남자와 아기 (KBS)
- 네모 선장과 여인들 (KBS) - 마르퀴사(조안 그린우드)
- 슈퍼맨 3(KBS) - 로이스(마고 키더) / 릭키(폴 케슬러)
- 달려라 마야(KBS) - 테리(제이 로스)
- 간디 (KBS) - 미나빈(제럴딘 제임스)
- 스미스씨 워싱턴에 가다(KBS) - 페인의 딸(아스트리드 앨윈)
- 꾸러기 전쟁(KBS) - 소피의 엄마(엘렌 아르세노)
- 내 이름은 브루스 2(SBS) - 브라운(일마 P. 홀)
- 제네비에브(KBS) - 여관 주인(조이스 그렌펠)

### 외화
- 투명인간(KBS) - 알렉스(브랜디 레드퍼드)

### 방송
- KBS 무대 10년(거인의 초상) (KBS 제2라디오)

## 같이 보기
- 한국방송 성우극회